# 突尼西亞鐵路公司
突尼西亞鐵路公司（法語：Société Nationale des Chemins de Fer Tunisiens, SNCFT，阿拉伯语：‎），是突尼斯在交通運輸部的方向全國鐵路。突尼西亞鐵路公司成立於1956年12月27日，與SociétéTunisienne des Transports Publics分離。該公司總部位於突尼斯，約有6000名員工。突尼西亞鐵路公司在國家層級提供客運和貨運服務。